# Камйонкі-Малі
Камйонкі-Малі (пол. Kamionki Małe) — село в Польщі, у гміні Лисомиці Торунського повіту Куявсько-Поморського воєводства.
Населення — 263 особи (2011).
У 1975-1998 роках село належало до Торунського воєводства.

## Демографія
Демографічна структура станом на 31 березня 2011 року:
|          | Загалом | Допрацездатний вік | Працездатний вік | Постпрацездатний вік |
| -------- | ------- | ------------------ | ---------------- | -------------------- |
| Чоловіки | 130     | 29                 | 88               | 13                   |
| Жінки    | 133     | 34                 | 80               | 19                   |
| Разом    | 263     | 63                 | 168              | 32                   |